# Ferðafélag Íslands
De Ferðafélag Íslands (afgekort FÍ, IJslands reisbureau in het Nederlands) is de IJslandse bergsportvereniging en heeft verschillende berghutten in het binnenland van IJsland.